# José Carlos Ramírez Suárez
José Carlos Ramírez Suárez (Paradas, 10 de maio de 1996) é um futebolista profissional espanhol que atua como defensor.

## Carreira
José Carlos Ramírez Suárez começou a carreira no Real Betis.